# Реталулеу (департамент)
Реталуле́у (исп. Retalhuleu) — один из 22 департаментов Гватемалы. Расположен на юго-западе страны, простирается от гор до побережья Тихого океана. Административный центр — город Реталулеу. На севере граничит с Кесальтенанго, на востоке с Сучитепекес, на западе с Сан-Маркосом. Крупнейшим коренным народом является киче.

## История
На территории департамента находятся несколько древних руин, в том числе Такалик-Абах и Сан-Хуан-Ной.
2 февраля 1838 года Уэуэтенанго объединилось с Кетсалтенанго, Киче, Реталулеу, Сан-Маркосом и Тотоникапаном в недолговечное центральноамериканское государство Лос-Альтос. Государство было разрушено в 1840 году генералом Рафаэлем Каррера, ставшим президентом Гватемалы.

## Муниципалитеты
В административном отношении департамент подразделяется на 9 муниципалитетов:
- Чамперико
- Эль-Асинталь
- Нуэво-Сан-Карлос
- Реталулеу
- Сан-Андреса-Вилла-Сека
- Сан-Фелипе
- Сан-Мартина-Сапотитлан
- Сан-Себастьян
- Санта-Крус-Мулуа